# Mark Magsayo
Mark Magsayo est un boxeur philippin né le 22 juin 1995 à Tacloban.

## Carrière
Passé professionnel en 2013, il devient champion du monde des poids coqs WBA le 22 janvier 2022 après sa victoire aux points contre l'Américain Gary Russell Jr.. Magsayo perd son titre dès le combat suivant face à Rey Vargas le 9 juillet 2022.

## Référence
1. ↑  (en) Mark Magsayo pulls upset to halt Gary Russell Jr.'s long WBC featherweight title reign (espn.com)